# Fischietto d'oro
Fischietto d'oro (Apito Dourado) è uno scandalo calcistico scoperto in Portogallo nella stagione 2003-2004.
I club coinvolti furono il Porto (campione di Portogallo nel 2004) e il Boavista, accusati di aver corrotto un gruppo di arbitri, ed in minima parte l'União Leiria.

## Vicenda
Nel dicembre 2006 Carolina Salgado, ex moglie di Pinto da Costa (presidente del Porto), pubblicò su un libro, chiamato Eu, Carolina (Io Carolina), gravi accuse di corruzione. Il dirigente portoghese querelò l'ex moglie ma la magistratura lusitana decise di aprire un'inchiesta riguardo a questa vicenda. Nella 2007 il Tribunale istruttorio di Oporto scagionò dalle accuse di corruzione il presidente del Porto riguardo alla partita Porto - Estrela Amadora, accusando Carolina Salgado di diffamazione, ma inviò alla Federazione portoghese un dossier riguardo all'incontro Porto - Beira Mar, sostenendo che fosse stato commesso l'illecito sportivo e, nel mese di luglio, Valentim Loureiro, presidente del Boavista e padre del dirigente João Loureiro, venne condannato a tre anni e due mesi di reclusione per abuso d'ufficio ma non per corruzione.

## Sanzioni
Nel frattempo, nel 2007 fu avviata un'inchiesta sportiva chiamata Apito finale (fischio finale) e, alla fine della lunga indagine, il 9 maggio 2008 la Federazione portoghese nel processo ha preso le seguenti decisioni e squalifiche, poi confermate il 5 luglio 2008:

### Società
- Boavista: retrocessione in Liga de Honra (seconda divisione) al termine del campionato 2007-2008.
- Porto: 6 punti di penalizzazione nella stagione 2007-2008.
- União Leiria: 3 punti di penalizzazione da scontare nella stagione 2007-2008.

### Tesserati società
- Valentim Loureiro (presidente Boavista): 4 anni.
- João Loureiro (dirigente Boavista): 4 anni.
- Pinto da Costa (presidente Porto): 2 anni.
- João Bartolomeu (presidente União Leiria): 1 anno.

### Arbitri
- Augusto Duarte: 6 anni.
- Jacinto Paixão: 4 anni.
- Martins dos Santos: 3 anni e 6 mesi.
- José Chilrito: 2 anni e 6 mesi.
- Manuel Quadrado: 2 anni e 6 mesi.

## Riscontri in Europa
Il 4 giugno 2008 l'UEFA decise di escludere il Porto dalla Champions League 2008-2009 per via dei 6 punti di penalizzazione. Per via di questa esclusione lo Sporting Lisbona (2°) e il Vitoria Guimaraes (3°) avrebbero esordito nella fase a gruppi, mentre il Benfica (4°) avrebbe disputato il turno preliminare. In Coppa UEFA sarebbero andati Maritimo, Vitoria Setubal e Sporting Braga, mentre il Belenenses avrebbe disputato l'Intertoto. Il 13 giugno però venne accolto il ricorso del Porto, che poté prender parte alla manifestazione a partire dalla fase a gruppi insieme allo Sporting Lisbona; di conseguenza il Vitoria Guimaraes disputò il preliminare estivo (che perse), mentre il Benfica disputò la Coppa UEFA 2008-2009 insieme a Maritimo e Vitoria Setubal, mentre in Intertoto ci andò lo Sporting Braga. Successivamente Vitoria Guimaraes e Benfica fecero ricorso al TAS di Losanna, vedendosi però respingere la richiesta di esclusione del Porto.